# Mértola (freguesia)
A Freguesia de Mértola é uma freguesia portuguesa do Município de Mértola, com 318,13 km² de área e 2504 habitantes (censo de 2021), tendo, por isso, uma densidade populacional de 7,9 hab./km².

## Demografia
A população registada nos censos foi:
| Ano  | 0-14 Anos | 15-24 Anos | 25-64 Anos | > 65 Anos |
| 2001 | 427       | 371        | 1482       | 813       |
| 2011 | 276       | 298        | 1466       | 784       |
| 2021 | 259       | 184        | 1315       | 746       |

## Património
- Castelo de Mértola
- Igreja Matriz de Mértola
- Ponte de Mértola ou Torre do Rio
- Monte Fernandes

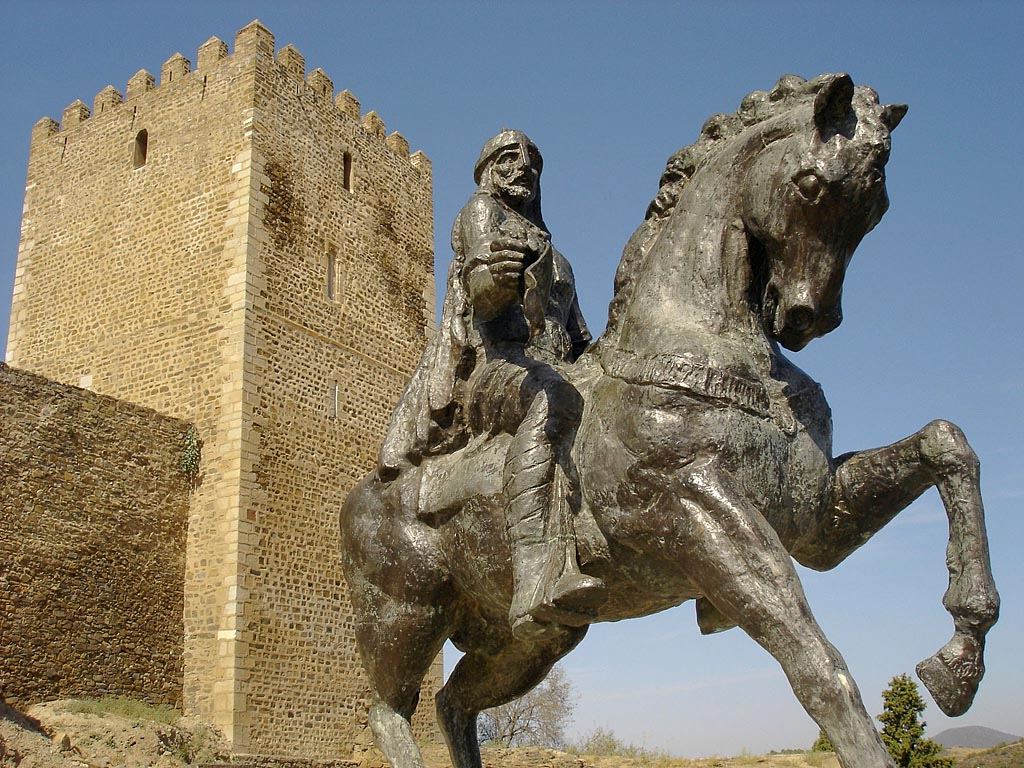
Castelo de Mértola e estátua de ibn Qasi

- Capela de Nossa Senhora das Neves, em Mértola
- Capela de Nossa Senhora do Amparo, em Corvos
- Capela de São Barão, em Corte da Velha

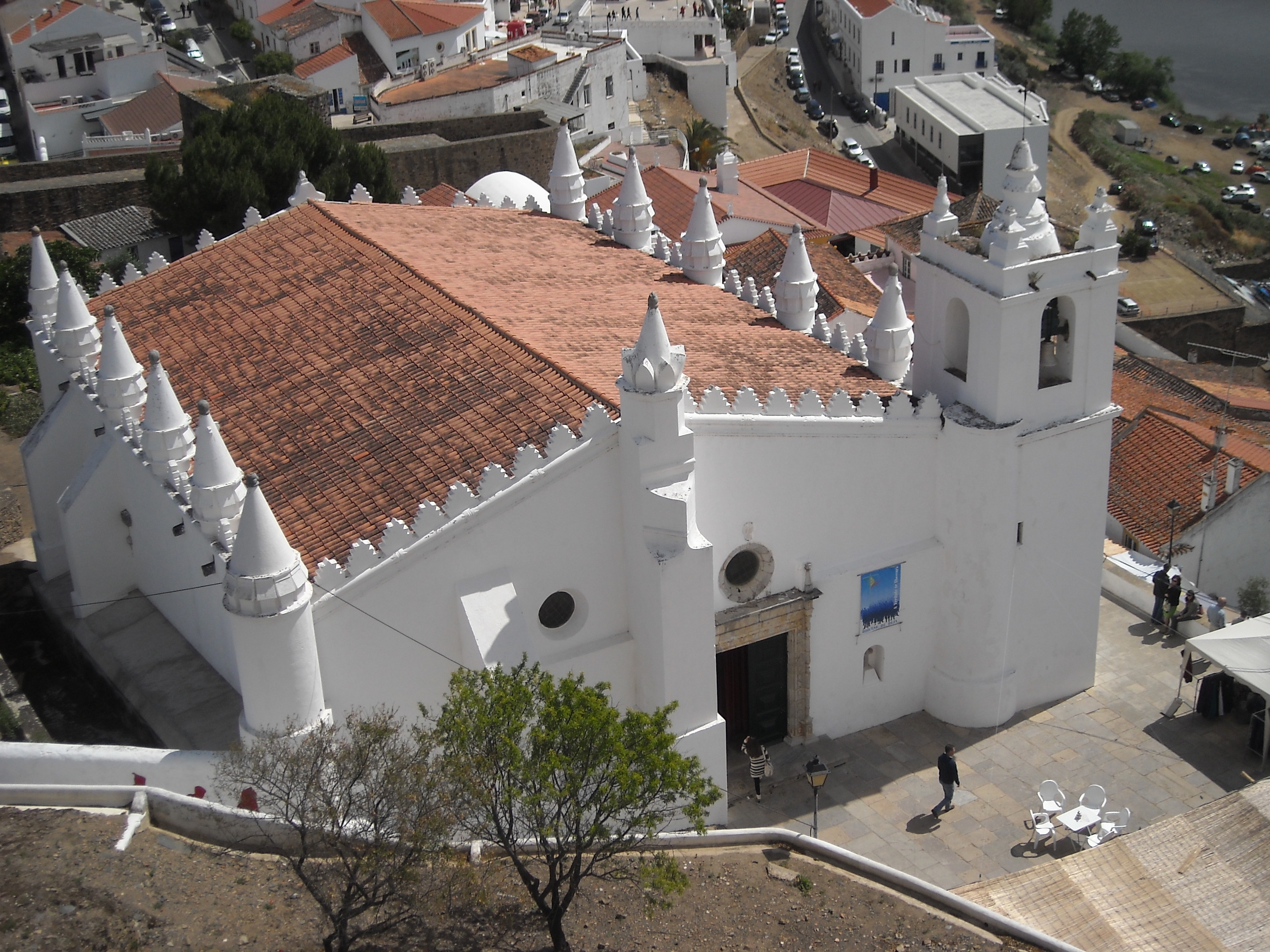
Igreja Matriz de Mértola

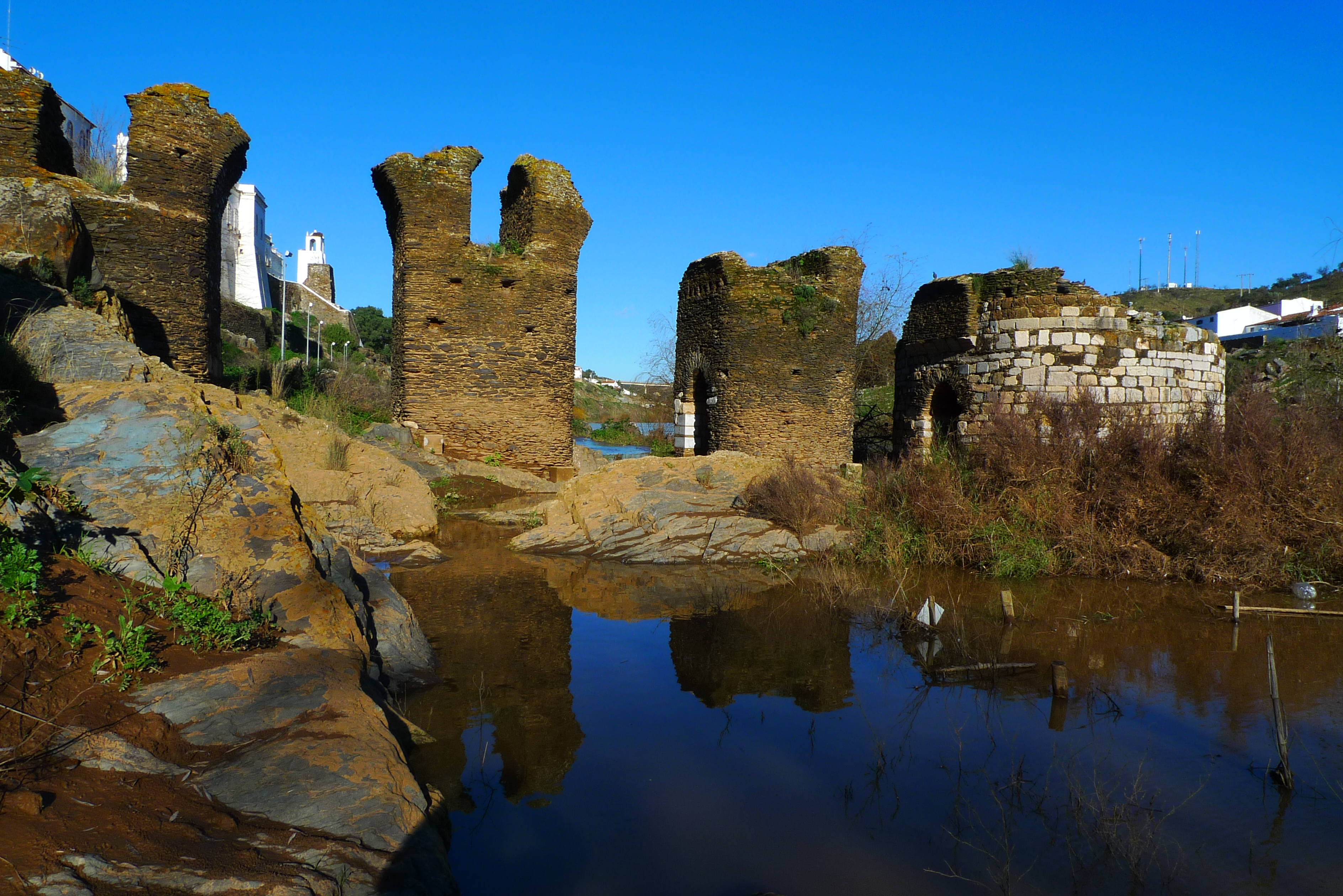
Torre do Rio

- Pulo do Lobo

## Povoações
Além da sede, a Freguesia de Mértola engloba as seguintes povoações:
- Além-Rio
- Amendoeira da Serra
- Brites Gomes
- Corvos
- Corte da Velha
- Corte Gafo de Baixo
- Corte Gafo de Cima
- Corte Pequena
- Corte Sines
- Fernandes
- Lombardos
- Morena
- Monte Alto
- Mosteiro
- Namorados
- Neves
- Quintã
- Sapos
- Tamejoso

## Feiras, Festas e Romarias
- Feira de Abril (último domingo de Abril)
- Feira do Mel, Queijo e Pão (último fim-de-semana de Abril)
- Feira de São Mateus (Setembro)
- Mercado Mensal (primeira quinta-feira do mês)
- Procissão de Nosso Senhor dos Passos (domingo de Ramos)
- Festival Islâmico de Mértola (Maio ou Junho, de 2 em 2 anos)
- Festas da Vila (24 de Junho - feriado municipal, São João)
- Festa de Nossa Senhora das Neves (dia de Corpo de Deus)
- Festa de São Barão (em Corte da Velha)
- Festas Populares de Corte Gafo de Cima (Agosto)
- Festas Populares de Corvos (Agosto)